# باول هايز تاكر
باول هايز تاكر (بالإنجليزية: Paul Hayes Tucker)‏ هو مؤرخ الفن أمريكي، ولد في 7 يوليو 1950 في نيويورك في الولايات المتحدة.